# Municipio de Quaker Meadows
El municipio de Quaker Meadows (en inglés: Quaker Meadows Township) es un municipio ubicado en el  condado de Burke en el estado estadounidense de Carolina del Norte. En el año 2010 tenía una población de 7.339 habitantes.

## Geografía
El municipio de Quaker Meadows se encuentra ubicado en las coordenadas 35°47′9.51″N 81°44′38.36″O / 35.7859750, -81.7439889.